# 九条経教
九条 経教（くじょう つねのり）は、南北朝時代から室町時代初期にかけての公卿。関白・九条道教の子。官位は従一位・関白、左大臣。

## 経歴
建武2年（1335年）に元服し、翌建武3年/延元元年（1336年）に侍従に任じられた。暦応元年/延元3年（1338年）北朝方の公家として従三位に叙せられ、暦応4年/興国2年（1341年）権中納言に任じられる。その後権大納言を経て、貞和3年・正平2年（1347年）右大臣、貞和5年/正平4年（1349年）左大臣、延文3年/正平13年（1358年）関白と昇任し、藤氏長者となる。
延文5年/正平15年（1360年）左大臣を辞し、翌康安元年/正平16年（1361年）には関白も辞任している。応永2年（1395年）室町幕府3代将軍・足利義満の出家と共に経教も出家した。法名は祐円。

## 系譜
- 父：九条道教
- 母：大宮季衡の娘
- 妻：家女房(三条実忠の娘)
  - 男子：九条忠基（1345-1397）
- 妻：冷泉定親の娘
  - 男子：九条教嗣（1362-1404）
- 生母不明の子女
  - 男子：九条満家（1394-1449）
  - 男子：道尊
  - 男子：孝円（1378-1410)
  - 男子：仁意（?-1415[2]）
  - 男子：経覚（1395-1473）[3] - 母を本願寺綽如の娘とする説が有力[4]
- 猶子
  - 男子：孝信（?-1404） - 鷹司冬通の子[5]
  - 男子：孝尋（1359-1428） - 鷹司冬通の子